# 신은 죽지 않았다 2
《신은 죽지 않았다 2》(영어: God's Not Dead 2)는 2016년 공개된 미국의 기독교 영화이다. 2014년 영화 《신은 죽지 않았다》의 속편이다.

## 출연

### 주연
- 멜리사 조안 하트
- 제시 멧칼피
- 데이빗 A.R. 화이트
- 헤일리 오랜티아

### 조연
- 새디 로버트슨
- 레이 와이즈
- 로빈 기븐스
- 어니 허드슨
- 마리아 카날스 바레라
- 프레드 달튼 톰슨
- 팻 분
- 존 린드스트롬
- 젠 고트존
- 트리샤 라파체
- 브래드 헬러
- 폴 코
- 벤자민 오치엥
- 캐리 스콧
- 나탈리 캐너데이

## 기타
- 배역: 빌리 다모타
- 배역: 데 비즈